# Joseph-Louis Gay-Lussac
Joseph-Louis Gay-Lussac (Sent Liunard, Llemosí, 6 de desembre de 1778 - París, 9 de maig de 1850) fou un destacat químic i físic francès. Descobrí la llei de l'expansió del gasos (1802), fou pioner amb Jean-Baptiste Biot de les ascensions en globus aerostàtics (1804), fou elegit membre de l'Académie des Sciences (1806) amb la presentació de la tesi sobre la llei dels volums de combinació dels gasos. Publicà observacions sobre el magnetisme (1807). Descobrí, juntament amb Louis J. Thénard (1777-1857), l'element químic bor (1808) i descobrí del cianogen (1815). Fou un dels fundadors de la Societat d'Arcueil, professor de física a la Sorbona (1809), professor de química a l'École Polytechnique, membre del Comité des poudres et salpêtres (1818), director de l'Oficina de Garantia de la Casa de la Moneda (1819), associat a l'Acadèmia de Medicina (1820), diputat per l'Alta Viena a l'Assemblea Nacional (1831-39), professor de química general al Museu d'Història Natural (1832) i parell de França (1839). Deixà l'ensenyament i fou nomenat director de la companyia de vidres Saint-Gobain (1840); dissenyà la "Torre Gay-Lussac" a la fàbrica Chauny. Sovint se l'ha anomenat també amb l'ordre dels noms invertits, Louis Joseph.

## Vida

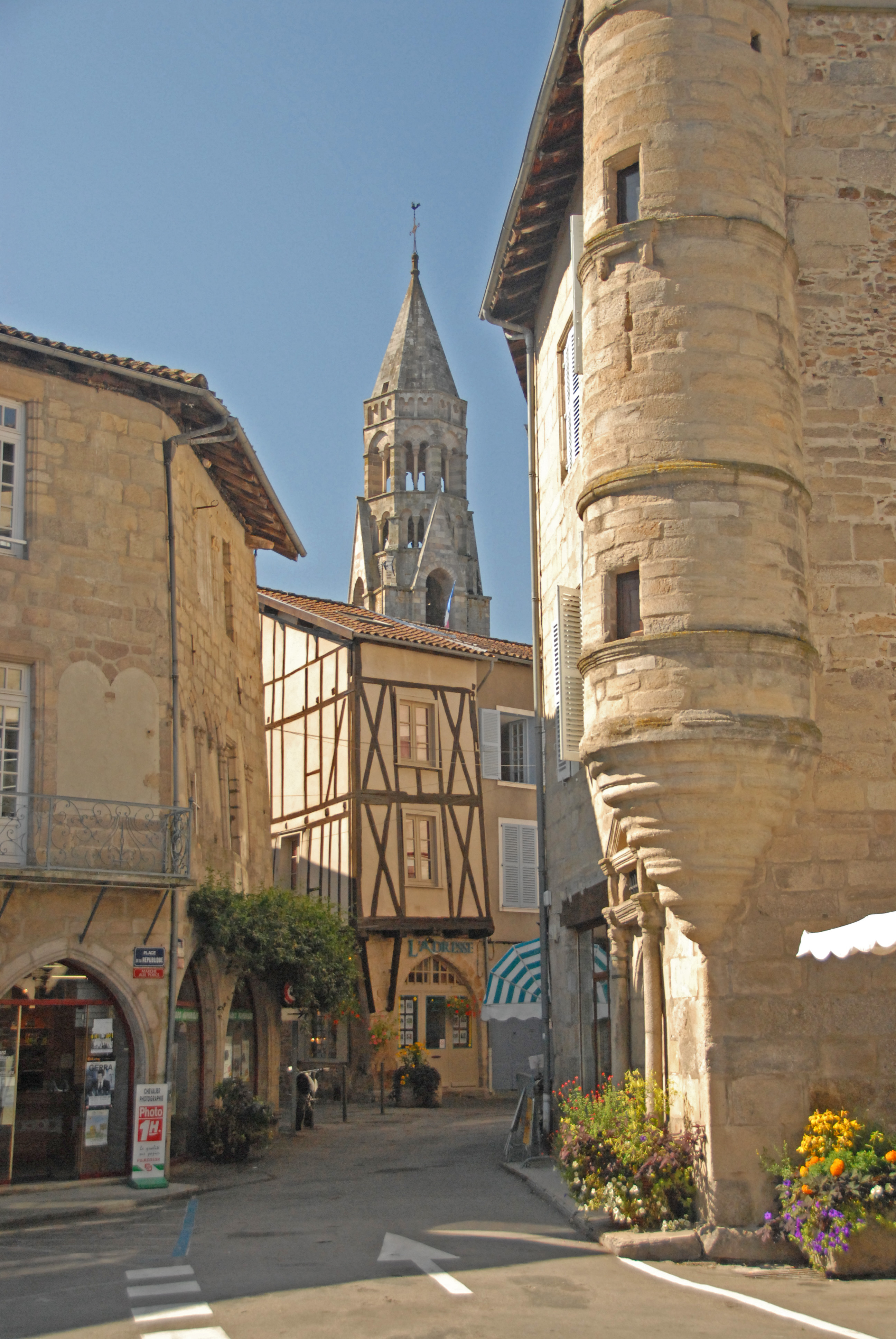
Sent Liunard

Joseph-Louis Gay-Lussac fou el segon dels quatre fills de l'advocat al parlament i procurador del rei des del 1775 a Sent Liunard, Antoine Gay-Lussac (1744-1819), i de Léonarde Bouriquet. Antoine havia estudiat dret a Bordeus i era fill de Louis Gay, senyor de Lussac, unes terres properes a Sent Liunard, que estudià medicina a Bordeus i l'exercí a Sent Liunard, i net de Joseph Gay. Antoine afegí al llinatge del seu pare el nom del senyoriu per diferenciar-se d'altres amb el mateix llinatge, essent el primer Gay-Lussac.
Abans de la Revolució Francesa (1789-1799) la responsabilitat de l'educació estava en mans de l'Església catòlica, i Gay-Lussac rebé l'educació primerenca amb l'abat Jean-Joseph Bourdeix (1752-?) estudiant humanitats, filosofia i teologia. Amb la Revolució el 1793 l'abat fou arrestat i probablement posteriorment s'exilià. Gay-Lussac probablement assistí a l'escola de la població veïna d'Aimostier, on seguí amb l'educació clàssica en la qual les ciències tenien poca cabuda, només unes nocions elementals d'astronomia. Seguí amb l'educació laica amb dos mestres, Courty i Albert, però era una educació de baix nivell. Amb la caiguda de Robespierre el juliol de 1794 s'obriren noves possibilitats i, amb setze anys, fou enviat a París per continuar els estudis.

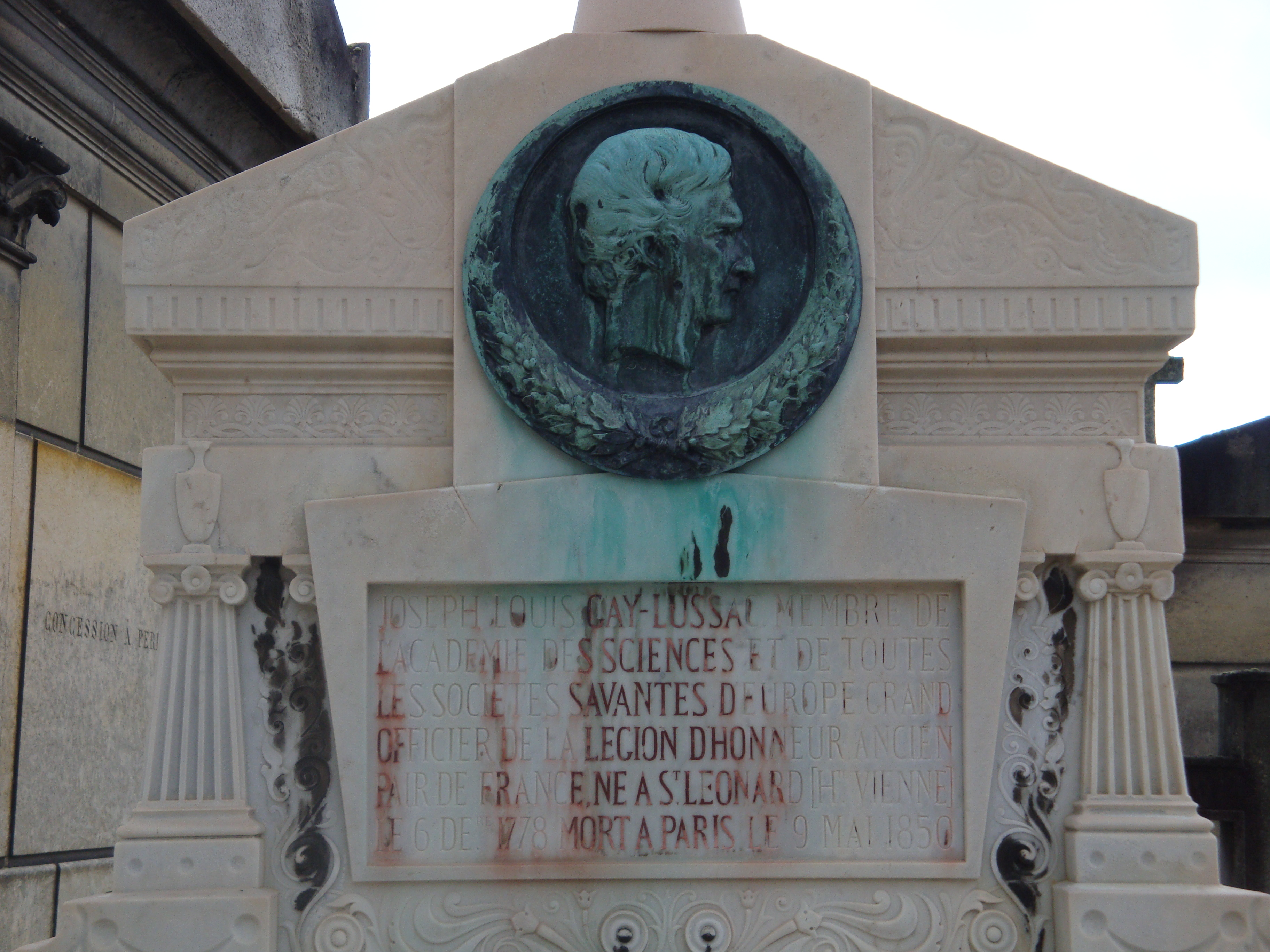
Tomba al cementiri del Père-Lachaise de Paris.

A París estigué a càrrec de l'abat Dumonteil. Estudià a l'escola Pension Savouré i a la de Monsieur Sencier, on aprengué anglès. Amb aquesta formació aconseguí ser admès a la fi del 1797 a recentment creada École polytechnique, després que s'enduguessin al seu pare a la presó a conseqüència de la Revolució Francesa. A l'École polytechnique hi donaven classe alguns professors molt destacats: Antoine François de Fourcroy, Claude Louis Berthollet, Jean Antoine Chaptal, Gaspard Monge, Gaspard de Prony i Joseph Louis Lagrange. Tres anys més tard, el 1800, acabada la formació bàsica a l'École polytechnique completà els estudis a l'École des Ponts et Chaussées i rebé el títol d'enginyer de ponts i camins. Poc temps després fou assignat a Claude Louis Berthollet, quan aquest retornà de la campanya d'Egipte de Napoleó Bonaparte, com a ajudant, on rebé una intensa formació en química. Gay-Lussac fou al mateix temps, i successivament, adjunt (del 31 de desembre de 1802) i repétiteur (del 23 de setembre de 1804) a l'École polytechnique. El 31 de març de 1809 rebé el títol honorífic de professor de química pràctica, però a la mort de Fourcroy fou nomenat professor de química (17 de febrer de 1810). Amb la creació de la Facultat de Ciències de la Sorbona el 1808, Gay-Lussac en fou nomenat professor de física; el 1832 renuncià a aquesta càtedra a favor de la de química general del Museu Nacional d'Història Natural. El 8 de desembre de 1806 obtingué el lloc de membre de primera classe de l'Institut de França (secció de física). Ja era membre de la Société d'Arcueil i de la Société Philomatique. El setembre de 1807 es casà amb Geneviève Marie Joseph Rojot (1785-1867) a l'església de Sainte Geneviève de París (actualment el Panteó). Tengueren cinc fills, Virginie Antonie Henriette, Jules Alexandre, Joséphine Eléonore, Louis Frédéric i Gabriel. Jules fou auxiliar de Justus von Liebig a Giessen.
Gairebé tota la vida de Gay-Lussac la dedicà a la ciència pura i aplicada, però tingué una breu carrera política. Fou elegit diputat de l'Assemblea Nacional per departament de l'Alta Viena del grup dels liberals el 1831, el 1834 i el 1837, però dimití a principis de 1838. El 7 de març de 1839, després d'haver-se negat rebre un títol de Carles X, fou honrat per Lluís Felip I amb un títol superior, el de pair de France. El 1840 deixà l'ensenyament, però seguí amb les seves investigacions. El 1848 es retirà a Lussac i morí a París el 1850.

## Obra

### Estudis sobre el magnetisme terrestre

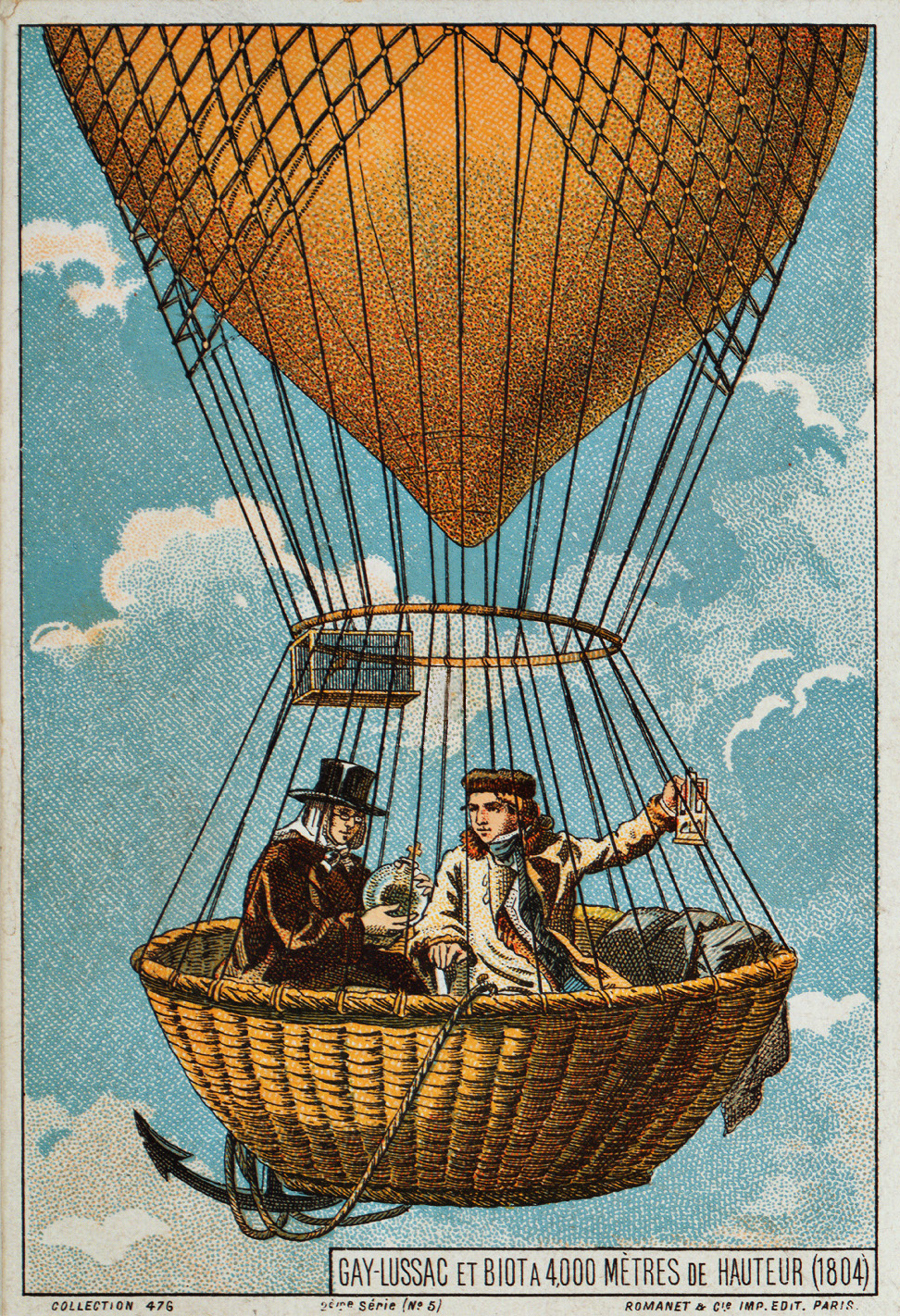
Gay-Lussac i Biot en la seva ascensió en globus a 4000 m

Gay-Lussac realitzà un ascens en un globus aerostàtic d'hidrogen amb Jean-Baptiste Biot (1774–1862) el 24 d'agost de 1804. Tenia per objectiu principal estudiar si la intensitat magnètica a la superfície de la Terra disminuïa en augmentar l'altitud. Conclogueren que era constant fins a 4 000 metres, on arribaren. També portaven cables llargs per provar l'electricitat de diferents parts de l'atmosfera.
El març de 1805, Gay-Lussac inicià amb Alexander von Humboldt un any de viatge per Europa, primer a Roma i acabant a Berlín. Volien estudiar el magnetisme terrestre en diferents indrets. Per obtenir la intensitat magnètica, determinaren el període d'oscil·lació d'una agulla magnetitzada desplaçant-la lleugerament del meridià magnètic en un moment determinat. Descobriren que aquesta intensitat era proporcional al quadrat del nombre d'oscil·lacions realitzades. Confirmaren que la intensitat magnètica en un lloc no canviava amb el temps, ni sofria variacions durant el dia. El canvi que sí que observaren fou que la component horitzontal de la intensitat magnètica de la Terra augmenta des del nord (Berlín) fins al sud (Nàpols), però que la intensitat total disminueix en apropar-se a l'equador.

### Estudis dels gasos

#### L'expansió tèrmica dels gasos

Animació de la llei de Charles i Gay-Lussac que relaciona temperatura i volum a pressió constant.

La primera investigació destacada de Gay-Lussac fou l'expansió tèrmica dels gasos. La dugué a terme amb l'estímul de Claude-Louis Berthollet (1748-1822) i Pierre Simon de Laplace (1749-1827) a l'hivern de 1801-1802. Hi havia proves contradictòries sobre les propietats expansives de diferents gasos quan se'ls escalfava a pressió constant. Gay-Lussac millorà les tècniques més recents prenent precaucions per excloure el vapor d'aigua dels seus aparells i utilitzà gasos secs. Després d'examinar una àmplia varietat de gasos, incloent-hi diversos solubles en aigua, i repetint cada experiment diverses vegades, conclogué que volums iguals de tots els gasos s'expandien per igual amb el mateix augment de temperatura. A l'interval de temperatures de 0 °C fins a 100 °C l'expansió dels gasos era 1/266,66 del volum a 0 °C, per cada grau de pujada de temperatura.
{\displaystyle V=V_{0}[1+\alpha (T-T_{0})]}{\displaystyle V=V_{0}+V_{0}\alpha \Delta T}
On:
- {\displaystyle {\ce {V}}}és el volum del gas a una temperatura {\displaystyle {\ce {T}}}mesurada en graus centígrads.
- {\displaystyle {\ce {V_0}}}és el volum del gas a la temperatura {\displaystyle {\ce {T_0}}}.
- {\displaystyle {\ce {\alpha}}}és el coeficient de dilatació tèrmica dels gasos, actualment 1/273,15 °C−1.

Al voltant de 1787 el francès Jacques A. C. Charles (1746-1823) havia reconegut la mateixa expansió de diversos gasos, però mai no s'havia molestat a publicar les seves troballes. Proporcionà la informació dels resultats i dels aparells que havia emprat a Gay-Lussac, el qual ho reconegué en la seva publicació i millorà les mesures. Per aquesta raó llei és sovint anomenada "llei de Charles" o "llei de Charles i Gay-Lussac".

#### Estudi de l'aire
Un dels objectius de l'ascens que realitzà Gay-Lussac en un globus aerostàtic d'hidrogen amb Jean-Baptiste Biot (1774–1862) el 24 d'agost de 1804 era recollir mostres d'aire a gran altitud per comparar la seva composició química amb la de l'aire a nivell del sòl. Assoliren el seu objectiu i pogueren recollir mostres a 4 000 m d'altura. El 16 de setembre de 1804 Gay-Lussac dugué a terme un segon ascens, però aquesta vegada sol, per disminuir el pes del globus i aconseguir així una major alçada. Fou capaç de repetir mesures de pressió atmosfèrica, temperatura i humitat. Recollí mostres d'aire a una altitud de més de 6 000 metres i la seva posterior anàlisi indicà que la proporció d'oxigen era idèntica a la de l'aire a nivell del sòl. Aconseguí una alçada calculada de 7 016 metres sobre el nivell del mar, un rècord no igualat durant mig segle més.

#### La llei dels volums de combinació dels gasos
L'èxit més gran de la recerca de Gay-Lussac potser és la llei dels volums de combinació dels gasos, presentada en una reunió de la Société Philomathique a París, el 31 de desembre de 1808. La llei afirma que els volums de gasos que reaccionen, en les mateixes condicions de pressió i temperatura, per donar un altre gas, estan en relacions senzilles de nombres enters i, també, amb el volum del producte obtingut.
{\displaystyle 1L\;oxigen+2L\;hidrogen\longrightarrow 2L\;vapor\;d'aigua}{\displaystyle 1L\;nitrogen+3L\;hidrogen\longrightarrow 2L\;amoniac}
Un treball del gener de 1805 amb Humboldt fou el punt de partida, però passaren tres anys fins que Gay-Lussac es decidí a ampliar-lo. Un dels primers col·laboradors de Gay-Lussac fou l'alemany Alexander von Humboldt (1769-1859), gairebé deu anys major que ell. Realitzaren un examen de diversos mètodes d'estimació de la proporció d'oxigen a l'aire, particularment l'ús de l'eudiòmetre de l'italià Alessandro Volta. En aquest mètode, la mostra d'aire es fa reaccionar amb hidrogen per formar vapor d'aigua, que es condensa. La contracció resultant permet una estimació de la proporció d'oxigen a la mostra. Aquest mètode, òbviament, suposava un coneixement de les proporcions relatives per volum en què es combinen hidrogen i oxigen per formar aigua, que fou un dels principals objectius del treball. Conclogueren que 100 parts de volum d'oxigen es combinen amb 200 parts de volum d'hidrogen i se'n formen 200 parts de volum de vapor d'aigua, amb una contracció de 100 parts del volum total inicial.
{\displaystyle {\ce {O2 + 2 H2 -> 2 H2O}}}
Tres anys després Gay-Lussac profunditzà en el tema dels volums de combinació. Realitzà experiments amb alguns gasos i aprofità les anàlisis d'altres gasos que havien aparegut en la literatura química. Aquestes dades anteriors s'havien donat en composició gravimètrica i Gay-Lussac, prenent les dades de la densitat dels gasos, les convertí en proporcions volumètriques.
Malgrat que la llei de combinació dels gasos és una prova de la naturalesa atòmica de la matèria, John Dalton (1766-1844), autor de la primera teoria atòmica, publicada tres anys després al llibre A New System of Chemical Philosophy, es negà a acceptar-la. Les suposicions errònies de Dalton de què els elements químics es combinen en les proporcions més simples possibles i que els àtoms iguals no es combinen impedeixen explicar la llei de Gay-Lussac. Claude-Louis Berthollet (1748-1822), protector de Gay-Lussac, acceptà la llei malgrat que era una prova que contradeia la seva suposició de què els composts químics es formaven en proporcions diferents d'elements segons el mètode d'obtenció i reforçava la llei de les proporcions definides (1804) de Joseph-Louis Proust (1754-1826) que criticava Berthollet. Encaixar la llei dels volums de combinació amb la teoria atòmica no fou possible fins que l'italià Amedeo Avogadro (1776-1856) imaginà molècules diatòmiques d'elements iguals i realitzà (1811) la hipòtesi que volums iguals de gasos, en les mateixes condicions de pressió i temperatura, contenen el mateix nombre de molècules (llei d'Avogadro).

#### Els òxids de nitrogen
| Nom actual              | Volum de nitrogen | Volum d'oxigen | Fórmula química              |
| ----------------------- | ----------------- | -------------- | ---------------------------- |
| Monòxid de dinitrogen   | 100               | 50             | {\displaystyle {\ce {N2O}}}  |
| Monòxid de nitrogen     | 100               | 100            | {\displaystyle {\ce {NO}}}   |
| Triòxid de dinitrogen   | 100               | 150            | {\displaystyle {\ce {N2O3}}} |
| Diòxid de nitrogen      | 100               | 200            | {\displaystyle {\ce {NO2}}}  |
| Pentaòxid de dinitrogen | 100               | 250            | {\displaystyle {\ce {N2O5}}} |

En 1809, Gay-Lussac estudià els volums de combinació del nitrogen i del monòxid de nitrogen amb l'oxigen. Aquest fou un problema més complex del que havia previst i retornà a ell el 1816 després de la crítica de John Dalton que considerava que la combinació del monòxid de nitrogen amb l'oxigen donava lloc a tres òxids més (total quatre òxids de nitrogen). Per altra banda Humphry Davy creia que només existien dos òxids de nitrogen. Aquesta vegada Gay-Lussac aconseguí uns resultats concloents i reconegué l'existència de cinc òxids de nitrogen.

### Estudis sobre elements químics

#### Descobriment del bor

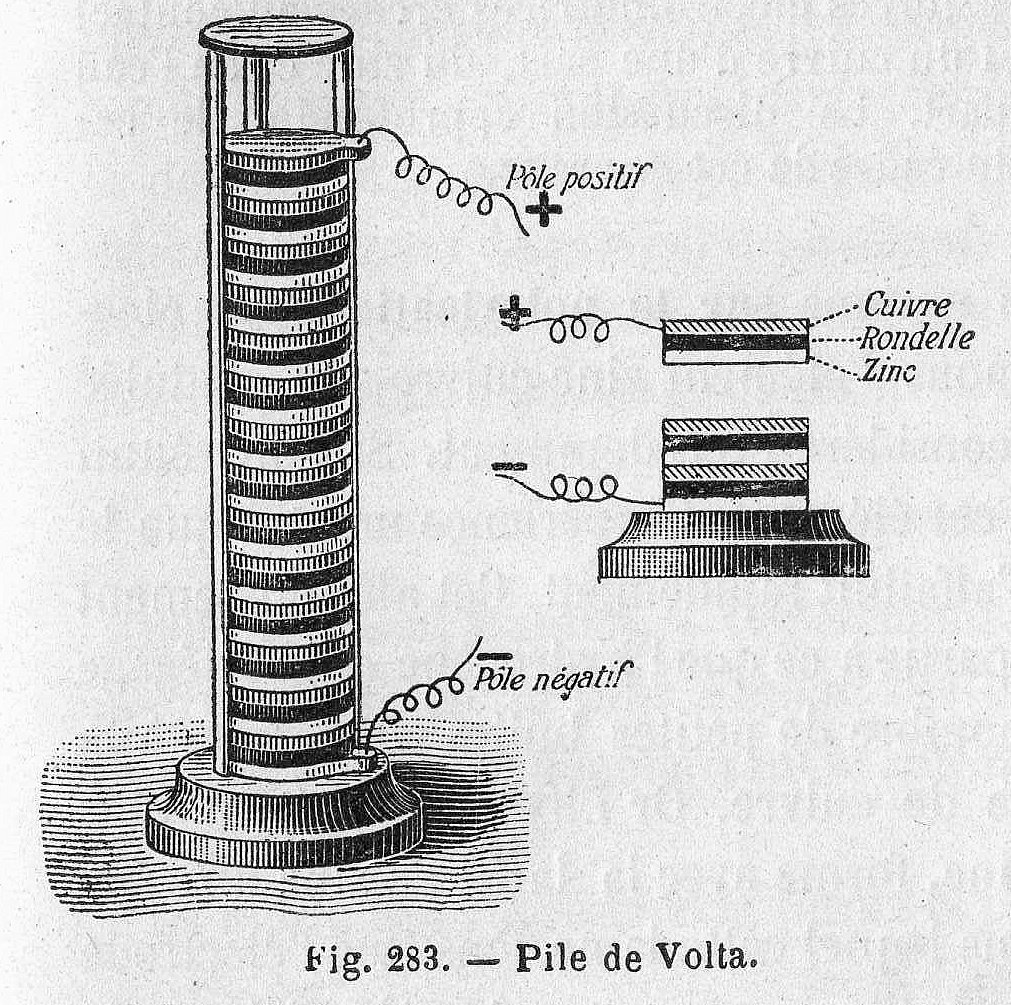
Pila de Volta a Leçons de Physique. Éditions Vuibert et Nony (1904)

La invenció el 1800 de la pila per Alessandro Volta fomentà les investigacions dels efectes de l'electricitat sobre els composts químics. Gay-Lussac i Louis Jacques Thénard foren influïts particularment per la notícia a l'hivern de 1807–1808 de l'aïllament del potassi i del sodi per part de l'anglès Humphry Davy (1778-1829) mitjançant l'ús d'una pila gegant a la Royal Institution. Napoleó, aleshores emperador, ordenà la construcció d'una pila més gran a l'École polytechnique i Gay-Lussac i Thenard foren els encarregats de realitzar els experiments. La seva recerca, tot i ser una repetició dels treballs de Davy, arribaren a noves conclusió, com que la quantitat de substància descomposta depèn només de la intensitat del corrent, i no, per exemple, en la mida dels elèctrodes; i utilitzaren la descomposició química com a mesura del corrent elèctric trenta anys abans que Michael Faraday. Però la més important contribució fou la seva preparació de potassi i sodi en quantitats raonables i per mitjans purament químics. El mètode d'electròlisi de Davy només havia produït quantitats petites i ells aconseguiren obtenir-ne fins a 25 g a baix cost. El premi de l'Institut de França de 3 000 francs per recerca en el camp del galvanisme fou atorgat a Davy el desembre del 1807 i a Gay-Lussac i Thénard el desembre de 1809.

Posteriorment pogueren investigar les propietats físiques del potassi, determinant que la seva densitat valia 0,874 g/cm³ (valor modern, 0,859 g/cm³ a 0 °C). Davy no havia pogut obtenir un resultat millor que 0,6 g/cm³. Descobriren l'aliatge de potassi i sodi que existeix com a líquid a temperatura ambient i iniciaren un programa de recerca en què el potassi no era el producte final, sinó un reactiu que s'utilitzava per a realitzar nous descobriments. En particular, investigaren la reacció entre ell i diversos gasos. Així descobriren que quan el potassi és fortament escalfat en hidrogen, es combina amb ell per formar un sòlid gris, hidrur de potassi, que es descompon per l'aigua. Proposaren l'ús de potassi escalfant com a mitjà per a realitzar una anàlisi volumètrica precisa dels òxids de nitrogen. Descobriren les amines dels metalls en fer reaccionar potassi i formar-se {\textstyle {\ce {K(NH2)2}}}.

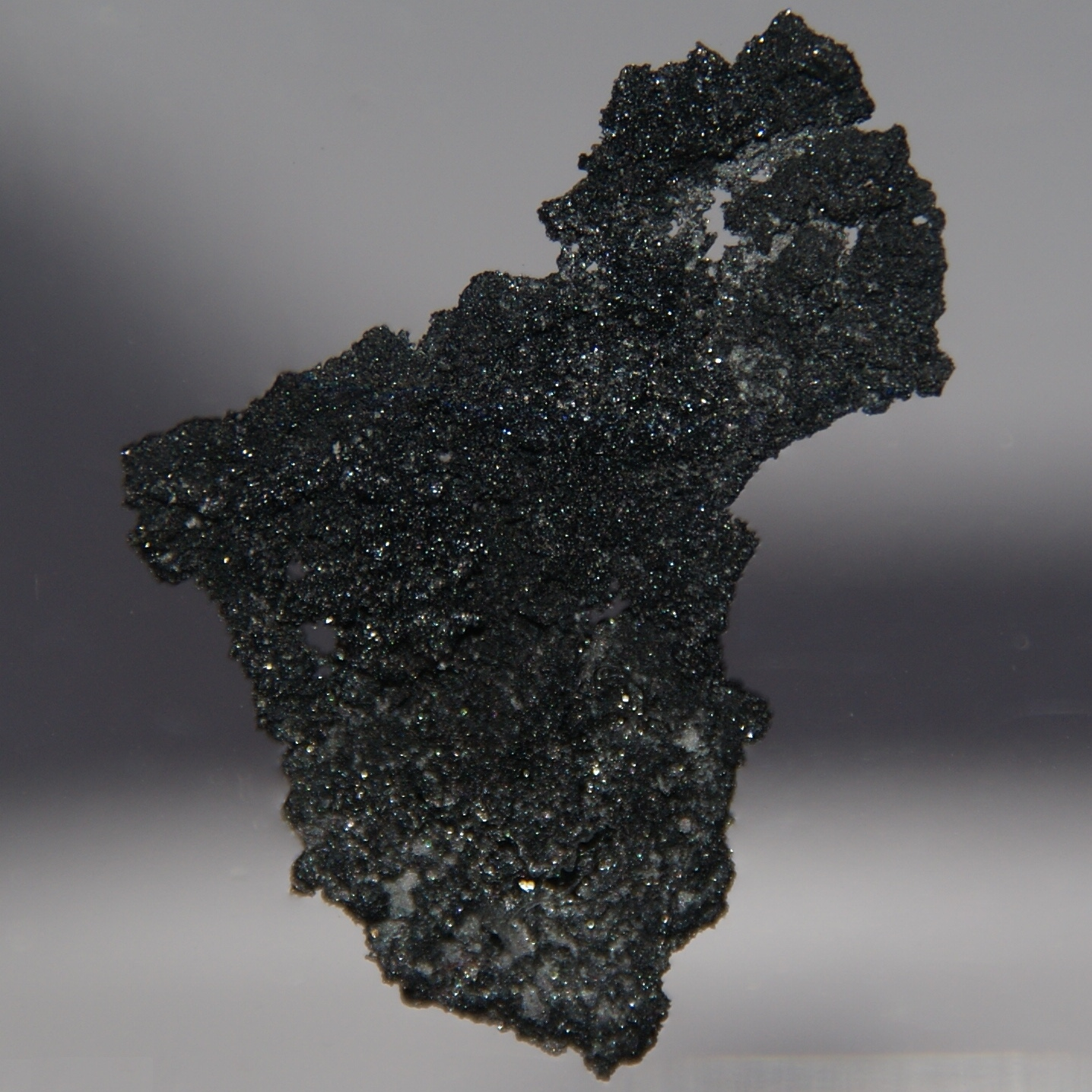
Bor cristal·lí

En una investigació posterior feren ús del potassi per descompondre l'àcid bòric, {\textstyle {\ce {H3BO3}}}. Al mateix temps Davy, en una memòria llegida a la Royal Society el 30 de juny de 1808, indicà que havia escalfat àcid bòric mesclat amb potassi en un tub d'or i obtingué una substància negra que no identificà. El 20 de juny de 1808 Gay-Lussac i Thénard havien observat una substància color gris oliva obtinguda per l'acció del potassi sobre àcid bòric fusionat, però no fou fins a l'octubre que afirmaven haver aïllat un nou element químic similar al carboni al fòsfor i al sofre, i en descrigueren les seves propietats, cosa que no havia fet Davy. Gay-Lussac i Thénard li donaren el nom de bore, bor.

#### Els halògens
Gay-Lussac i Thénard realitzaren una contribució fonamental a la conclusió que l'anomenat àcid oximuriàtic no contenia oxigen i era un element químic. La seva memòria, llegida el 27 de febrer de 1809, només ho contempla com una bona hipòtesi, ja que Berthollet el dia abans els suggerí que ho deixassin en una hipòtesi i no en una certesa. Per aquesta raó l'anglès Humpry Davy acostuma a ser acreditat com el descobridor de la naturalesa elemental del clor, que anuncià el 1810.
Fou Gay-Lussac qui identificà com a element químic i donà nom al iode (del grec ἰώδης, 'violeta'), la nova substància descoberta per Bernard Courtois (1777-1838) el 1811. El 12 de desembre de 1813 Gay-Lussac escriví un article en Le Moniteur on expressava la seva opinió que el iode era o bé un element químic o bé un compost que conté oxigen. Destacà l'analogia de les propietats del iode amb les del clor i preparà el iodur d'hidrogen, {\displaystyle {\ce {HI}}} per l'acció del iode sobre el fòsfor humit. El 20 de desembre de 1813 havia preparat successivament iodat de potassi, {\displaystyle {\ce {KIO3}}} i àcid iòdic, {\displaystyle {\ce {HIO3}}}. Després preparà clorur de iode, {\displaystyle {\ce {ICl}}} i triclorur de iode, {\displaystyle {\ce {ICl3}}}. Però la seva principal publicació sobre el iode no la tingué preparada fins a l'1 d'agost de 1814, moment en què Humprhy Davy i el francès Louis Nicolas Vauquelin (1763-1829) ja havien anunciat les seves investigacions.
L'estreta analogia que destacà entre el clor i el iode el portà a descobrir també l'àcid clòric, {\displaystyle {\ce {HClO3}}}, que preparà mitjançant l'acció de l'àcid sulfúric, {\displaystyle {\ce {H2SO4}}}, en una solució de clorur de bari, {\displaystyle {\ce {BaCl2}}}.

### Investigacions dels àcids
La teoria d'Antoine L. Lavoisier de què tots els àcids contenien oxigen havia estat qüestionada per Claude L. Berthollet, que no havia trobat oxigen ni en sulfur d'hidrogen, {\displaystyle {\ce {H2S}}}, ni en el cianur d'hidrogen, {\displaystyle {\ce {HCN}}}, de clares propietats àcides. Per tant, demanà al seu alumne Gay-Lussac que demostrés de manera concloent que hi havia una classe definida d'àcids que, en lloc de contenir oxigen, contenien hidrogen. Gay-Lussac introduí per aquest grup d'àcids el terme hidràcid, que incloïa el clorur d'hidrogen, {\displaystyle {\ce {HCl}}}, el iodur d'hidrogen, {\displaystyle {\ce {HI}}}, i el sulfur d'hidrogen, {\displaystyle {\ce {H2S}}}, que Gay-Lussac anomenà àcid clorhídric (abans àcid muriàtic), àcid iodhídric i àcid sulfhídric. Malgrat això, la idea de l'oxigen de Lavoisier com un principi acidificador era àmpliament acceptada i Gay-Lussac estava convençut que l'hidrogen no tenia connexió amb les propietats àcides i era un principi d'alcalinitat, per la qual cosa que l'acidesa la proporcionava l'altre element.
La important investigació de Gay-Lussac sobre el cianur d'hidrogen, anomenat aleshores àcid prússic, s'inicià amb la seva reeixida preparació el 1811 per l'acció de l'àcid clorhídric, {\displaystyle {\ce {HCl(aq)}}} sobre el cianur de mercuri(II), {\displaystyle {\ce {Hg(CN)2}}}. El 1815 en determinà les constants físiques. Quan escalfà el cianur de mercuri(II) descobrí que es descomponia en mercuri i en un gas inflamable compost de carboni i nitrogen. Proposà per a aquest gas el nom cianogen (dels mots grecs κυανός, 'blau fosc', i γεννάω, 'creador') i n'investigà les seves propietats físiques i químiques. La fórmula és {\displaystyle {\ce {(CN)2}}}.
A principis de 1807 Gay-Lussac havia discutit la temperatura òptima per a la producció d'àcid sulfúric, {\displaystyle {\ce {H2SO4}}} en el mètode de les cambres de plom. La seva principal contribució a aquesta indústria, però, fou el seu suggeriment del 1827 sobre els gasos descarregats a l'atmosfera al final del procés de la cambra de plom que conté òxids nocius de nitrogen. Aquests gasos, demostrà Gay-Lussac, podien recuperar-se emprant part de l'àcid sulfúric produït i emprar-se novament com a catalitzadors. Aquesta cambra s'anomena torre de Gay-Lussac.

### Química orgànica
Un altre resultat important de la investigació conjunta de Gay-Lussac i Thénard és el mètode de l'anàlisi elemental de compostos orgànics. Hi havia enormes dificultats per determinar quantitativament la proporció dels quatre elements carboni, hidrogen, oxigen i nitrogen que formaven els compostos orgànics analitzats. Des de Lavoisier se'ls cremava per transformar l'hidrogen en l'aigua i el carboni en àcid carbònic; però la dificultat pràctica era produir una combustió completa i, tanmateix, fer-ho prou lentament per evitar detonacions o projeccions. Fou l'ús acurat de clorat de potassi, {\displaystyle {\ce {KClO3}}} que Gay-Lussac i Thénard resolgueren aquest problema el 1810. El 1815 Gay-Lussac substituí el clorat de potassi per òxid de coure(II); aquest procés, en què la combustió és més tranquil·la, és el que, amb algunes variacions, s'utilitza avui en dia.

### Anàlisi volumètric

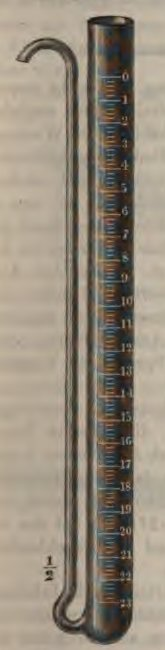
Bureta de Gay-Lussac

Els químics francesos realitzaren la majoria de les contribucions bàsiques a la història de l'anàlisi volumètrica. Alguns treballs pioners foren realitzats per Henri Descroizilles, però el treball posterior de Gay-Lussac fou més influent la tècnica de la valoració química per volumetria passà a la pràctica química general a partir del mètode proposat per Gay-Lussac per estimar la puresa de l'argent.
El 1824, Gay-Lussac estengué els mètodes anteriors per a l'estimació d'hipoclorit amb solució d'indi. Més tard, millorà el mètode mitjançant l'ús de solucions estàndard de certs agents reductors: triòxid de diarseni, nitrat de mercuri(II) i ferrocianur de potassi. El seu article de 1824 és important, ja que conté el primer ús dels termes pipeta i bureta pels aparells que s'han convertit en estàndard en aquesta tècnica analítica. La bureta de Gay-Lussac. La pipeta de Gay-Lussac tenia essencialment la forma actual, però la bureta, que fou una millora de la de Descroizilles i Welter, era un tub de vidre graduat amb un braç lateral que l'unia per la part inferior i pel qual es vessava el contingut del tub graduat. Introduí també l'ús de dissolucions valorades. En un article publicat el 1828, Gay-Lussac també utilitza un matràs aforat d'un litre. El 1829 publicà un mètode per a la determinació del bòrax. El 1832 introduí un mètode volumètric d'estimació de l'argent, molt més precís que el mètode centenari de la copel·lació. Proposà dos procediments paral·lels per a aquest mètode, un gravimètric, el més precís, i un volumètric, que tenia l'avantatge de la simplicitat. El principi d'ambdós mètodes era la precipitació del clorur d'argent, {\displaystyle {\ce {AgCl}}}. Mentre que Gay-Lussac ha de rebre crèdit per demostrar que l'anàlisi volumètrica sigui convenient, ràpida i precisa, l'establiment d'un sistema general d'anàlisi volumètric hauria d'esperar fins als èxits de Fredrik Mohr en la propera generació de químics.

## Honors

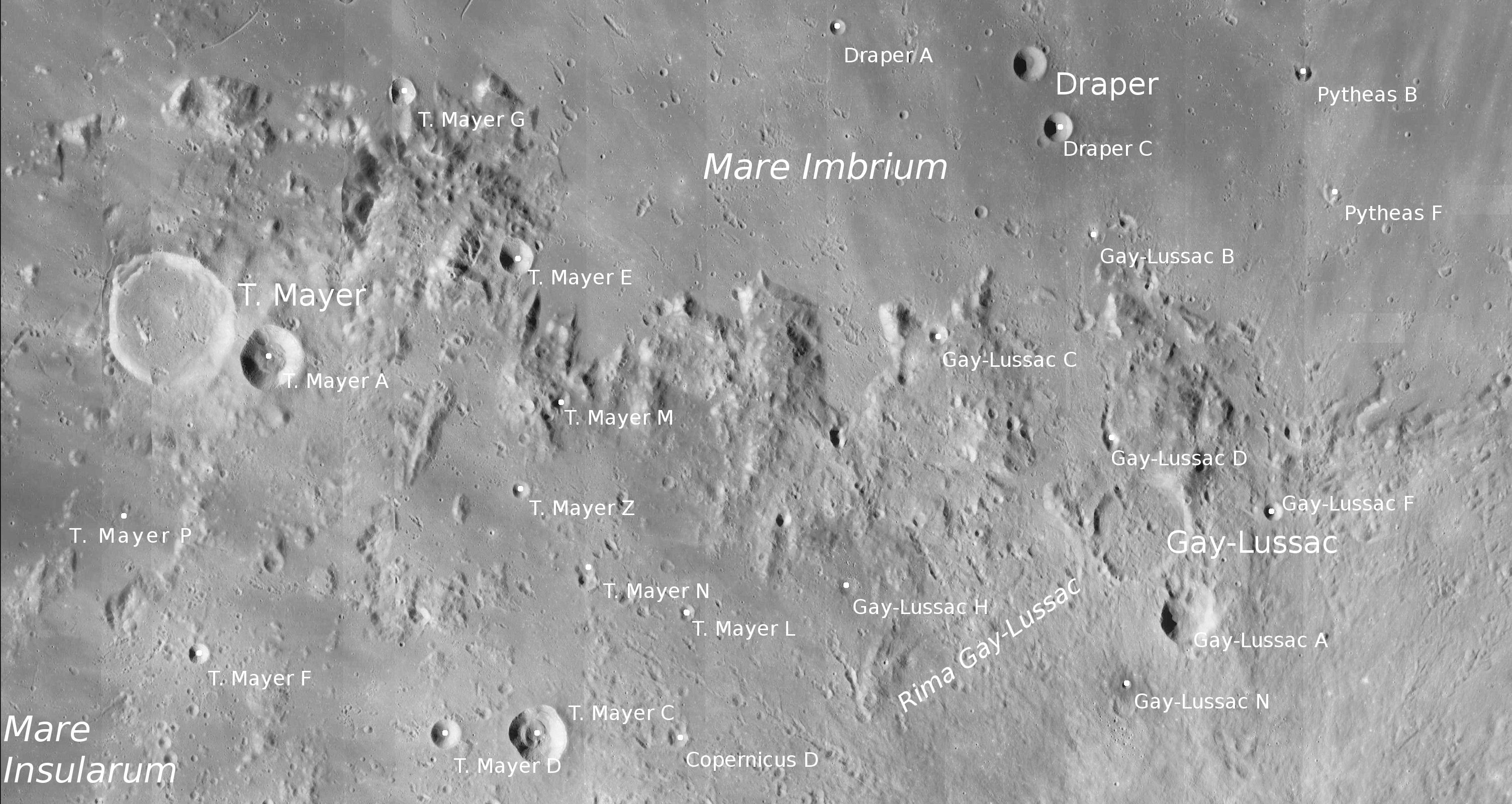
Cràter Gay-Lussac a la dreta

- El seu nom és un dels 72 noms de científics, enginyers o industrials que honraren França entre 1789 a 1889 i els quals noms estan inscrits a la Torre Eiffel. El de Gay-Lussac se'l troba a la cara de Grenelle.
- Té un museu dedicat a ell al seu poble de naixement, a Sent Liunard (Alta Viena, Limousin).[23]
- Molts carrers de ciutats de França i del Québec i diversos centres d'ensenyament porten el seu nom (París, Châtillon, Grenoble, Llemotges, Chauny, Nantes, Poitiers, Yerres, La Madeleine, Mülhausen, Gondecourt et Lambersart...).
- Des del 1935, per decisió de la Unió Astronòmica Internacional, un cràter de la Lluna porta el seu nom (Cràter Gay-Lussac) situat prop de la Mare Imbrium, en els estreps meridionals de la serralada denominada Montes Carpatus.